# Desigualdade de Jensen

A desigualdade de Jensen generaliza a afirmação de que uma linha secante de uma função convexa está acima de seu gráfico

Em matemática, a desigualdade de Jensen, em homenagem ao matemático dinamarquês Johan Jensen, relaciona o valor de uma função convexa de uma integral com a integral da função convexa. Ela foi provada por Jensen em 1906, com base em uma demonstração anterior da mesma desigualdade para funções duplamente diferenciáveis por Otto Hölder em 1889. Dada sua generalidade, a desigualdade aparece em muitas formas, dependendo do contexto, algumas das quais são apresentadas abaixo. Em sua forma mais simples, a desigualdade afirma que a transformação convexa de uma média é menor ou igual à média aplicada após a transformação convexa; é um corolário simples que o oposto é verdadeiro para transformações côncavas.
A desigualdade de Jensen generaliza a afirmação de que a linha secante de uma função convexa está acima do gráfico da função, que é a desigualdade de Jensen para dois pontos: a linha secante consiste em médias ponderadas da função convexa (for t ∈ [0,1]),
{\displaystyle tf(x_{1})+(1-t)f(x_{2}),}
enquanto o gráfico da função é a função convexa das médias ponderadas,
{\displaystyle f(tx_{1}+(1-t)x_{2}).}
Assim, a desigualdade de Jensen é
{\displaystyle f(tx_{1}+(1-t)x_{2})\leq tf(x_{1})+(1-t)f(x_{2}).}
No contexto da teoria da probabilidade, geralmente é declarado da seguinte forma: se X é uma variável aleatória e φ é uma função convexa, então
{\displaystyle \varphi (\operatorname {E} [X])\leq \operatorname {E} \left[\varphi (X)\right].}
A diferença entre os dois lados da desigualdade, {\displaystyle \operatorname {E} \left[\varphi (X)\right]-\varphi \left(\operatorname {E} [X]\right)}, é chamado de intervalo de Jensen.